# Mattel Aquarius
O Aquarius foi um computador doméstico extremamente simples comercializado pela empresa estadunidense Mattel em 1983. Possuía uma UCP Zilog Z80, um "teclado chiclete" (considerado um dos dez piores de todos os tempos pela revista PC World), 4 KiB de RAM e um subconjunto do Microsoft BASIC em ROM. As imagens eram exibidas num televisor e um gravador cassete era usado para armazenamento de dados. Uma quantidade limitada de periféricos, tais como uma impressora térmica de 40 colunas, um plotter de quatro cores e um modem de 300 bauds foram lançados para o micro.

## História
O Aquarius não era realmente produzido pela Mattel, mas pela Radofin, uma fabricante de produtos eletrônicos de Hong Kong. A máquina foi anunciada em 1982 e finalmente lançada em junho de 1983, ao preço de US$ 160, mas a produção foi interrompida apenas quatro meses depois devido às vendas reduzidas. A Mattel pagou à Radofin para que essa assumisse os direitos de comercialização e duas outras empresas de curta existência, a CEZAR Industries e a CRIMAC Inc., também divulgaram o micro e anunciaram acessórios para ele.
Embora mais barato do que o Texas Instruments TI-99/4A e o Commodore VIC-20, o Aquarius tinha gráficos, som e capacidade de memória comparativamente mais pobres. Internamente, os programadores da Mattel chamavam-no ironicamente de "o sistema para os [anos] setenta". Dos 32 programas que a Mattel anunciou para o micro, apenas 21 títulos foram lançados. A maioria eram versões de jogos do console Intellivision, da própria Mattel, mas, por conta dos gráficos e do som melhores do Intellivision, a jogabilidade era muito melhor no console, a qual também era muito mais barata. Geralmente, micros de empresas que também fabricavam consoles, como a Atari e a Coleco, ao menos empatavam e muitas vezes superavam as capacidades dos console
s.
Pouco depois do lançamento do Aquarius, a Mattel anunciou planos para outro computador doméstico. O Aquarius II realmente chegou às lojas em quantidades reduzidas, mas foi comercializado pela Radofin e não chegou a ser um sucesso comercial. 

## O Aquarius II
O Aquarius II, lançado em 1984, era praticamente idêntico ao seu predecessor, exceto por um conveniente teclado mecânico de 49 teclas e por uma expansão de 16 KiB de RAM vendida junto com a máquina (que internamente, contudo, continuava com os mesmos 4 KiB). A memória também podia ser expandida para 52 KiB.

## Características
- Memória:
  - ROM: 8 KiB
  - RAM: 4-32 KiB
  - CPU: Zilog Z80A de 3,50 MHz
- Teclado: "chiclete" com 49 teclas, incorporado ao gabinete
- Display: 16 cores
  - 40×25 (texto)
  - Baixa resolução: 80×72
  - Alta resolução: 320×192
- Som: uma voz (três vozes com Mini-Expander)
- Expansão:
  - 1 slot de expansão
- Portas:
  - 1 saída para TV
  - 1 porta paralela
  - Interface de gravador cassete
- Armazenamento:
  - Gravador de cassete